# بدر الجيعان
بدر ناصر عبيد الجيعان من مواليد دولة الكويت في عام 1950 ، نائب سابق في مجلس الامة الكويتي ، شارك في انتخابات مجلس الأمة الكويتي عام 1996 وفاز بالعضوية عن الدائرة الرابعة عشر - أبرق خيطان - وحصل علي (808) صوت، وجاء بالمركز الثاني.

## السيرة الذاتية
- رئيس مجلس إدارة جمعية خيطان التعاونية.
- حاصل على شهادة جامعية.
- عضو في الهيئة العامة لشئون الزراعة والثروة السمكية.
- عضو مجلس الأمة عام 1996.